# Gefängnis von Lüshun

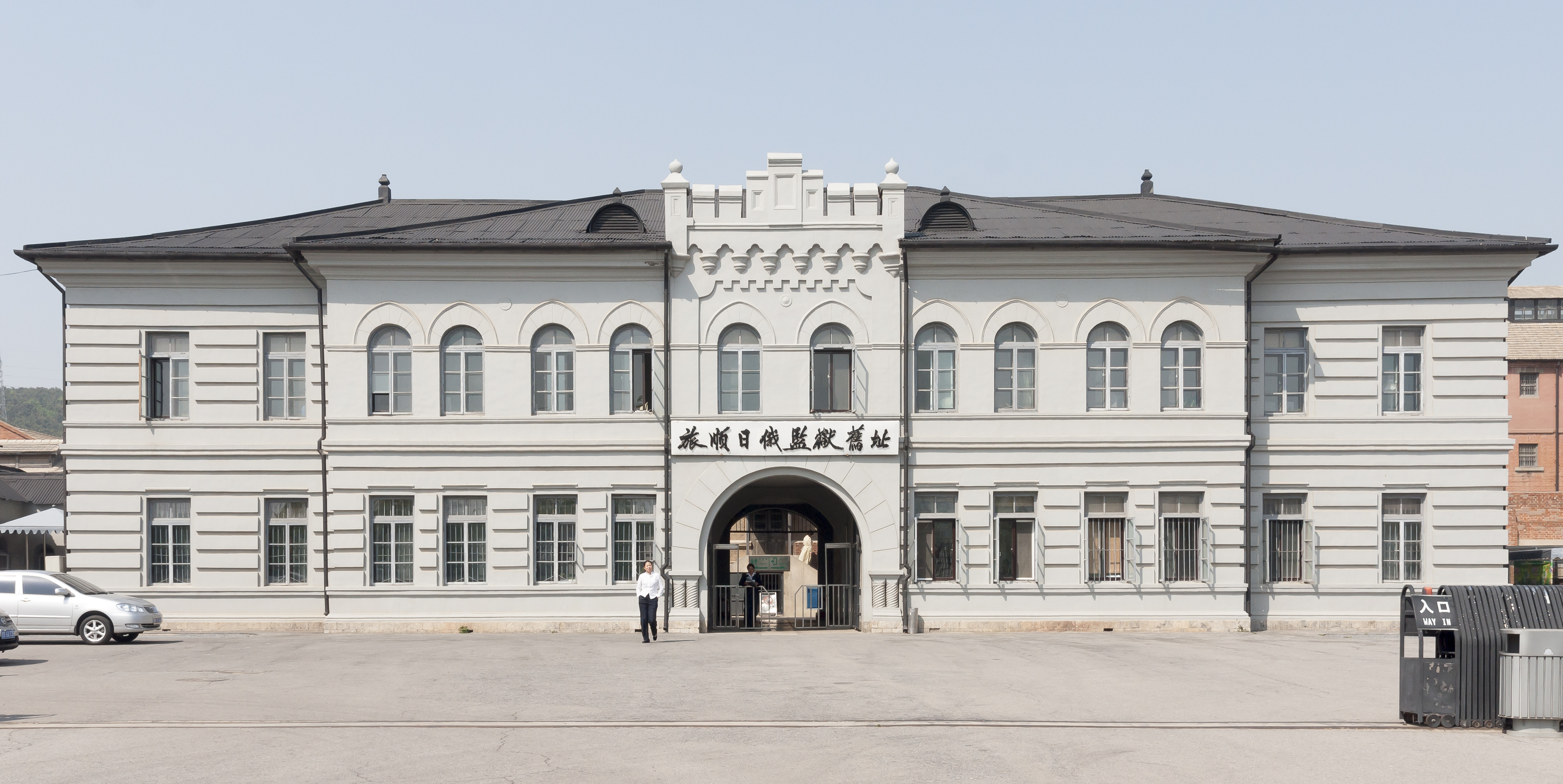
Eingangstor zum Lüshun-Gefängnis

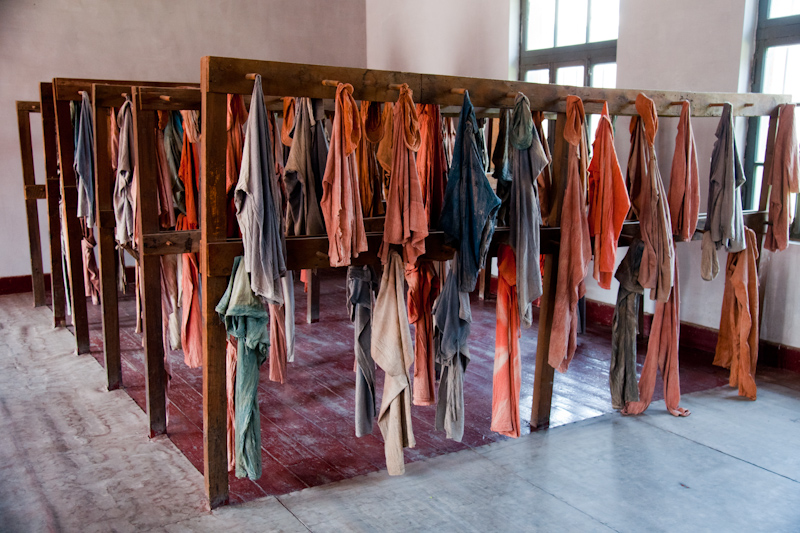
Häftlingskleidung in der Garderobe im Durchsuchungsraum

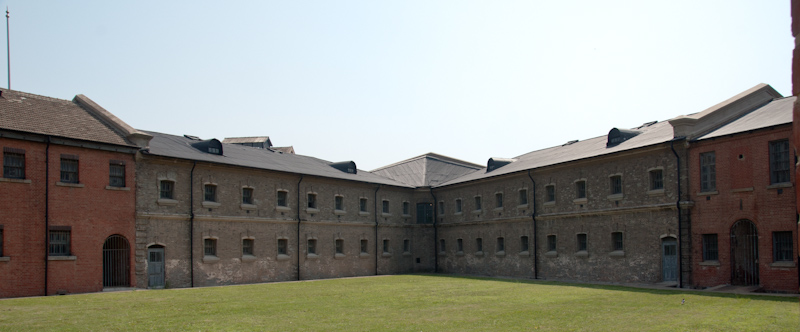
Appellplatz, umgeben von Zellenblöcken

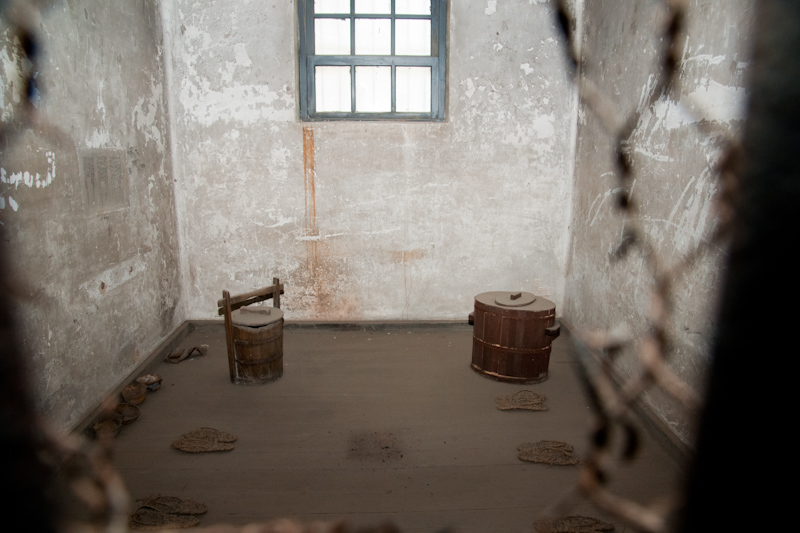
Gefängniszelle für bis zu zehn Häftlinge

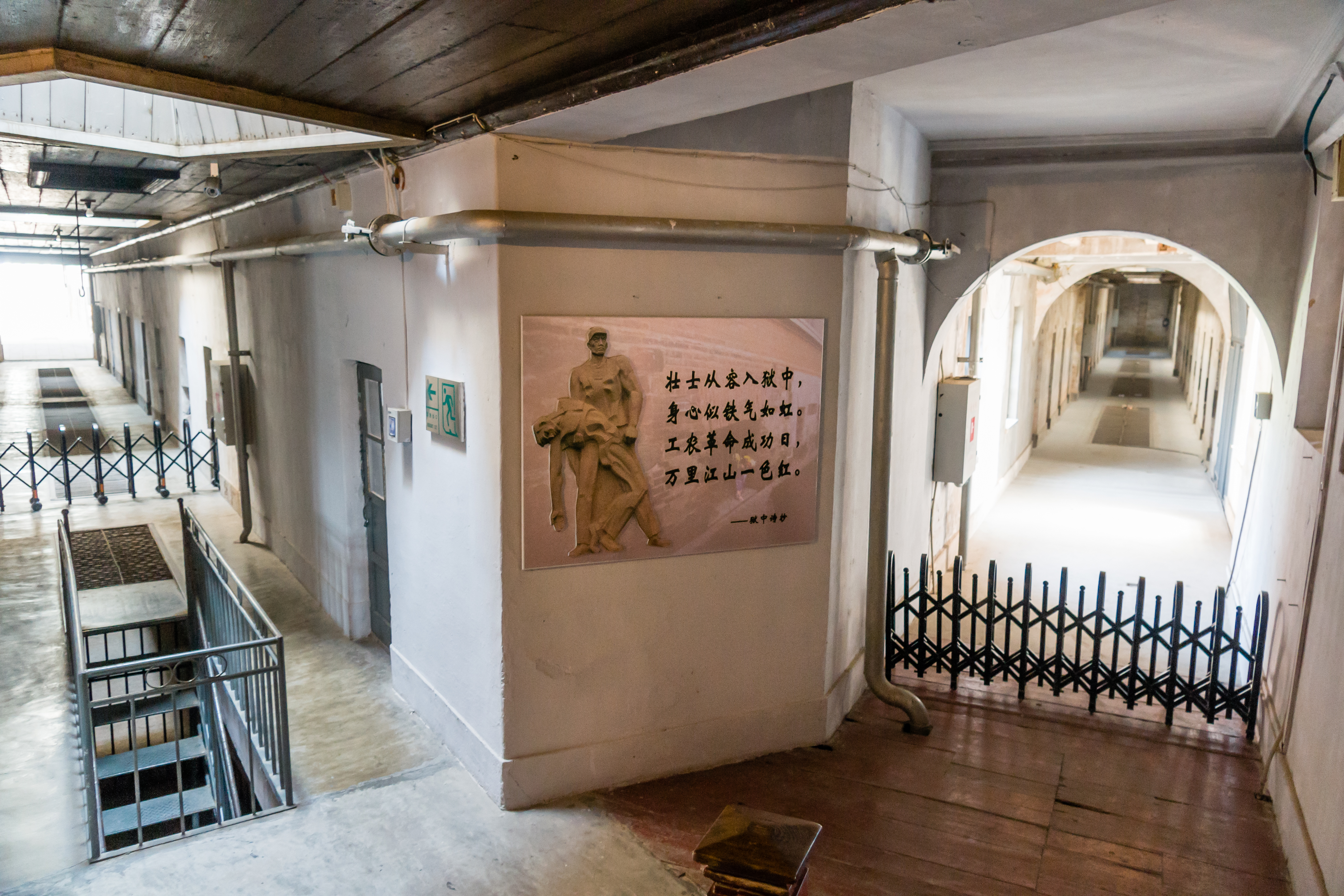
Von einem erhöhten Platz konnten die Wächter mehrere Zellentrakte gleichzeitig überwachen

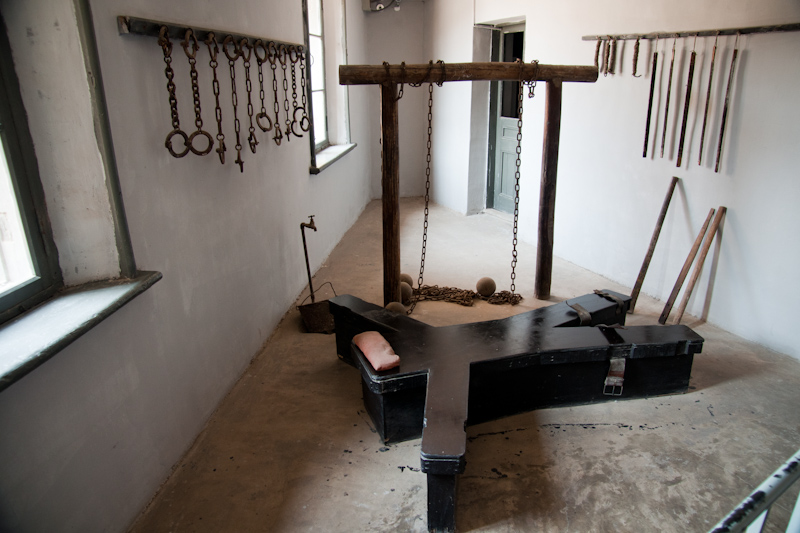
Folterraum des Lüshun-Gefängnisses

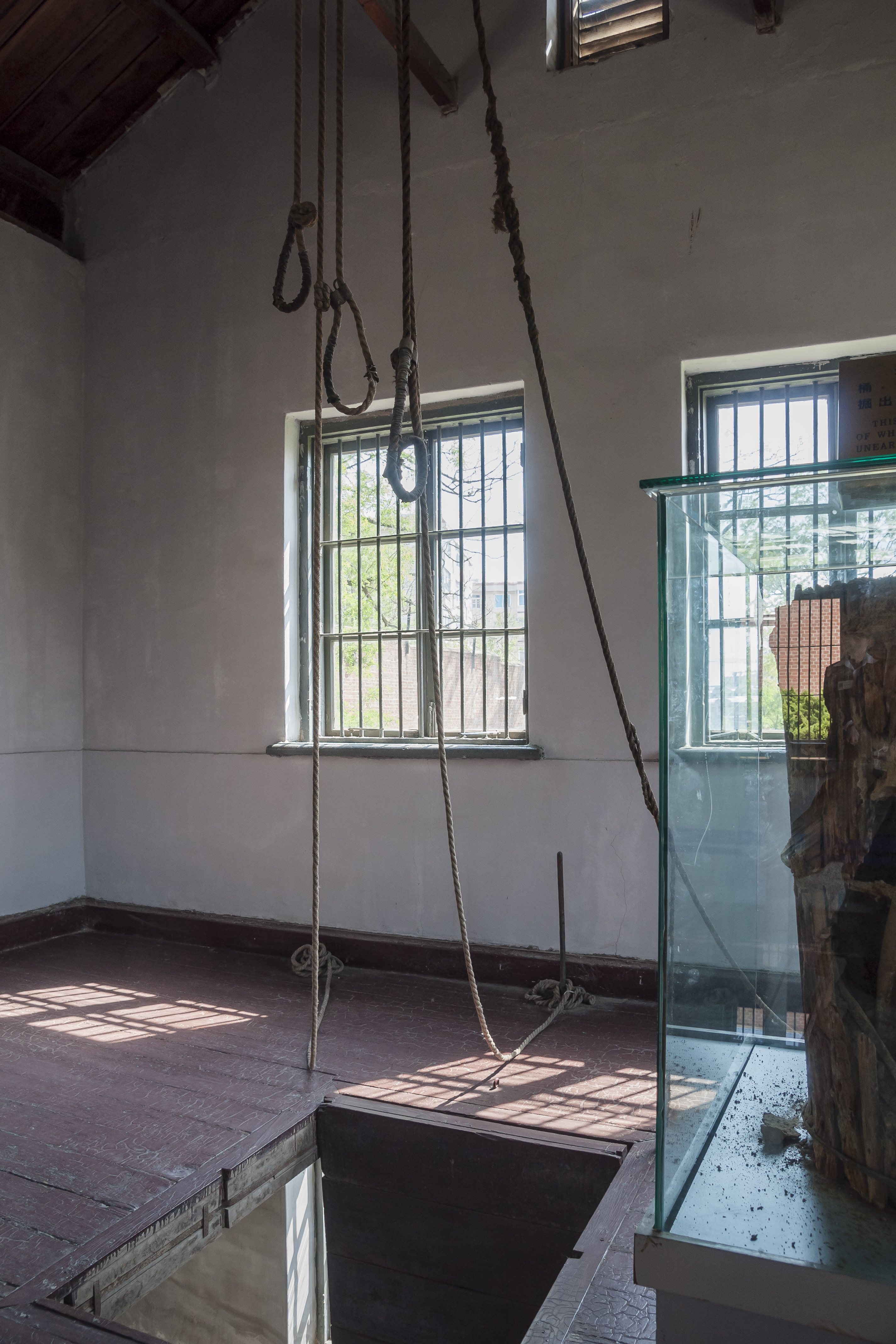
Hinrichtungsraum

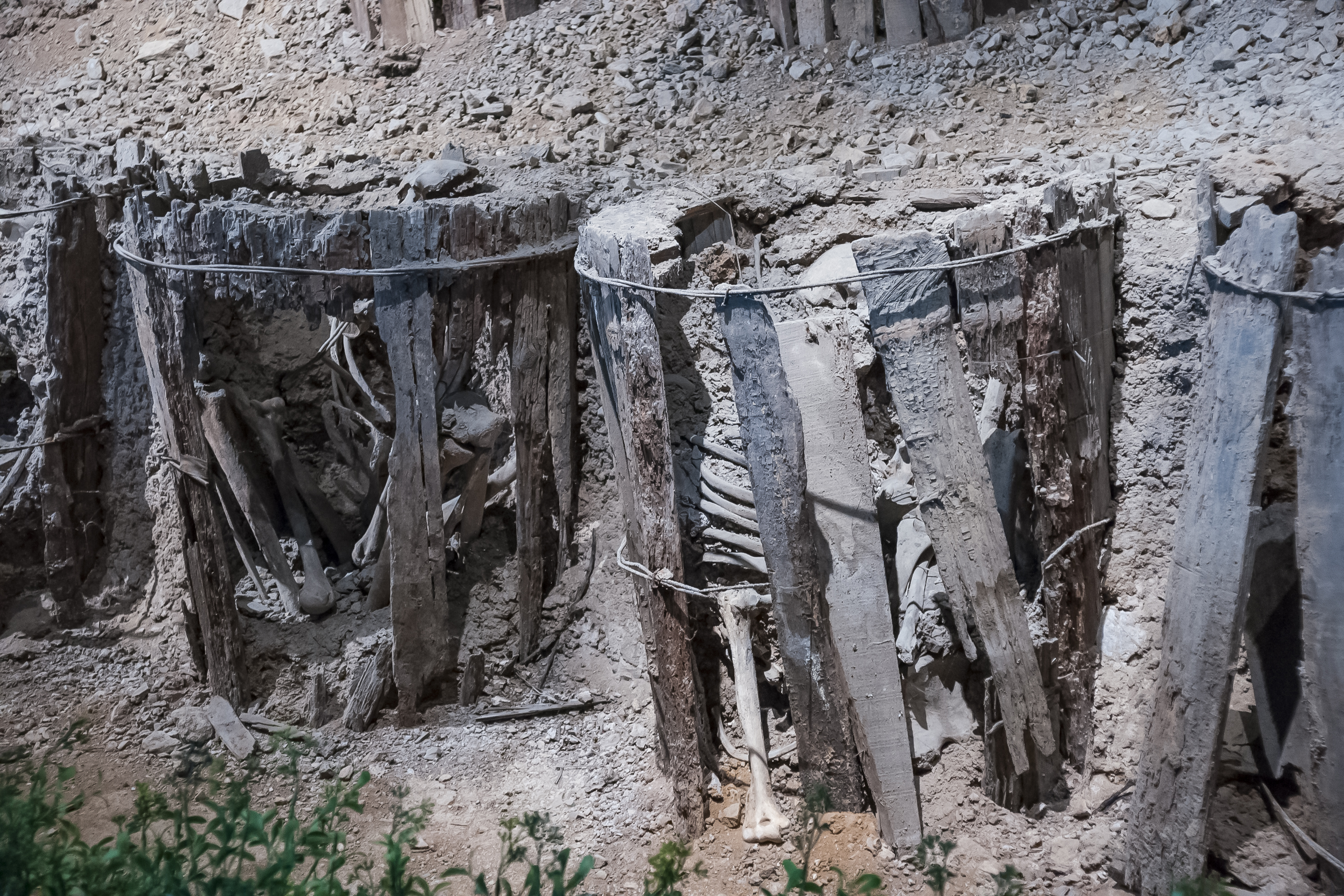
Ermordete Häftlinge in Fässern

Das Gefängnis von Lüshun (chinesisch 旅顺监狱旧址, Pinyin Lǚshùn Jiānyù Jiùzhǐ) ist ein ehemaliges russisch-japanisches Gefängnis im heutigen Lüshunkou, Liaoning, China.
Von der russischen Kolonialregierung ab 1902 errichtet, wurde es ab 1907 von der japanischen Kolonialverwaltung systematisch zu einem Arbeits- und Vernichtungslager ausgebaut.

## Geschichte
Durch den Lüda-Pachtvertrag vom 27. März 1898 pachtete Russland Lüshun und Dalian für 25 Jahre von China. Am 7. Mai 1898 machte die Qing-Regierung weitergehende Zugeständnisse hinsichtlich der Rechte Russlands. Der Gouverneur der Präfektur Guandong erhielt die Erlaubnis, ein Gefängnis in Yuanbaofang, Lüshun zu errichten.
1904 brach der Russisch-Japanische Krieg aus. Nach der Übernahme der Stadt am 2. Januar 1905 durch die japanischen Truppen fiel auch das noch nicht fertiggestellte Gefängnis unter japanische Verwaltung. Die japanische Kolonialverwaltung baute das Gefängnis ab 1907 weiter aus und wandelte es zu einem der größten Konzentrationslager im nordöstlichen China um.
Am 22. August 1945 landeten Truppen der Roten Armee auf dem Tuchengzi-Flughafen in Lüshun und dem Zhoushuizi-Flughafen in Dalian. Am 27. August 1945 wurden die Häftlinge des Lüshun-Gefängnisses befreit.

## Einrichtungen
Das Gefängnis erstreckte sich auf einer Fläche von 26.000 m² und war von einer 725 m langen und 4 bis 5 m hohen Mauer umgeben. Von den 275 Zellen waren 253 gewöhnliche Gefängniszellen für bis zu zehn Häftlinge, 18 Zellen waren für kranke Häftlinge vorgesehen.

## Bekannte Häftlinge

### Deng Hegao
Deng He Gao (1902–1979) war ein Funktionär der frühen Kommunistischen Partei Chinas (CPC) im Bezirk Dalian. Er wurde 1927 an die Japaner verraten und ins Lüshung-Gefängnis gesteckt. Nach seiner Freilassung im Jahr 1934 setzte er seine revolutionären Aktivitäten fort.

### Shin Chae-ho
Shin Chae-ho (1880–1936), Autor des Korean Revolutionary Manifesto, wurde 1928 in seinem chinesischen Exil verhaftet und zu zehn Jahren Gefängnis verurteilt. Er starb 1936 im Lüshun-Gefängnis.

### An Chung-gun
An Chung-gun (1879–1910) war ein koreanischer Unabhängigkeitskämpfer. Am 26. Oktober 1909 erschoss er Hirobumi Ito, den Vorsitzenden des japanischen Kabinetts und Ersten Gouverneur Chōsens. Er wurde am 3. November 1909 in Lushun inhaftiert und am 26. März 1910 in seiner Gefängniszelle exekutiert.

### Ji Shouxian
Ji Shouxian (1910–1942) war der Generaldirektor einer militanten anti-japanischen Organisation, die sich gegen die koloniale Besatzung mit Brandanschlägen zur Wehr setzte. Er wurde 1940 in Shanghai festgenommen und 1942 nach Lüshun überstellt, wo er noch im gleichen Jahr ermordet wurde.

### Wei Changkui
Wei Changjui (1906–1938) war ein Funktionär der frühen Kommunistischen Jugendliga im Bezirk Dalian. Er wurde 1927 verhaftet und nach Lüshun gebracht. Nach seiner Entlassung im Jahr 1933 wurde er Direktor der politischen Sektion der 9. Division der Anti-Japanischen Vereinten Streitkräfte.

## Das Gefängnis heute
Nach einer Renovierung im Jahr 1971 wurde das Gefängnis der Öffentlichkeit zugänglich gemacht. 1988 stellte es die chinesische Regierung als nationales Kulturdenkmal unter staatlichen Schutz.